# Члени речення
Члени речення — це слова або лексичні словосполучення, пов'язані синтаксичними й морфологічними відношеннями. Членами речення є тільки повнозначні слова, до яких можна поставити питання.
У синтаксисі речення заведено поділяти на частини, які формують невелику множину граматичних класів — членів речення. Член речення визначається та ідентифікується за функцією, яку він виконує у складі речення. Поняття членів речення передбачає особливий рівень синтаксичних одиниць, проміжний між семантичною (смисловою) структурою речення та формальними ознаками його компонентів — морфологічними.
Поділ речення на частини, що мають повторювані набори спільних властивостей, є традиційним і надзвичайно практичним методом для опису його структури: використовуючи знання про структурний поділ речень, лінгвісти описували тисячі мов. Хоча в різних мовах існують свої варіації членів речення з різними назвами, зазвичай члени речення поділяються на головні та другорядні. Головні утворюють граматичну основу речення і перебувають у предикативному відношенні, другорядні доповнюють і уточнюють їх.

## Головні члени речення
- Підмет
- Присудок

## Другорядні члени речення
- Додаток — означає предмет, на який спрямована дія або стан, і відповідає на питання непрямих відмінків (кого? чого? кому? чому? кого? що? ким? чим? на кому? на чому?). Додатки найчастіше виражаються іменниками або займенниками, а також усіма іншими частинами мови у значенні іменника (Стали їсти кашу. З'їли все, що було в буфеті).

- Означення — вказує на різні ознаки предмета і відповідає на питання який? чий? котрий? (у всіх родових, числових і відмінкових формах) та скільки? (лише в непрямих відмінках). Означення найчастіше виражається прикметником, займенником, числівником; рідше — іменником (Кубло змії, русалчине волосся / на синім склі писав мороз-поет; В. Свідзінський)

- Обставина — виражає різноманітні ознаки дії або іншої ознаки (місце, час, причину, мету, спосіб, умову) і відповідає на питання де? коли? куди? чому? з якою метою? як? та ін. Обставини найчастіше виражаються прислівниками або іменниками з прийменниками (Уранці (коли?) йшли (як?) бадьоро, швидко, легко: вітер дув (де?) збоку, а не супроти).

Не є членами речення службові частини мови та вигуки.